# Cztery artykuły grodzkie
Cztery artykuły grodzkie (gardłowe; łac. Quatuor articuli iudicii castrensis) –  grupa przestępstw dawnego prawa polskiego, dla rozpatrzenia których, bez względu na stan, z którego wywodził się oskarżony, właściwym był sąd grodzki. Były to, wedle art. XVII Statutu warckiego: podpalenie (incendium et emissio ignis), napad na dom szlachcica (violenta domicilii alicuius invasio), rabunek na drodze publicznej (depraedatio stratae publicae) i gwałt na kobiecie (szlachciance) (violentia feminarum). Statut nieszawski dodał jeszcze piąty artykuł, zbiegostwo kmieci traktując ich jakoby gwałtem wziętych. Drugi statut litewski z 1566 r. jeszcze bardziej rozszerzył katalog artykułów grodzkich.